# Призрак Оперы (фильм, 1943)
«Призрак Оперы» (англ. Phantom of the Opera) — фильм ужасов 1943 года режиссёра Артура Любина. Премьера фильма состоялась 27 августа 1943 года.

## Сюжет
Скромный и тихий немолодой скрипач Эрик Клоден отказывает себе во всем и тратит все сбережения на тайное спонсирование уроков пения юной Кристин Дюбуа, к которой питает тайную страсть. Та об этом не подозревает и не обращает никакого внимания на немолодого музыканта, у неё уже есть два поклонника — оперный тенор Анатоль Гаррон и Рауль Добер, инспектор Сюртэ. Из-за проблем с рукой, мешающих игре на скрипке, дирижёр увольняет Клодена. Квартирная хозяйка собирается выгнать музыканта за неуплату, а в довершении всего синьор Ферретти, учитель пения Кристины, отказывается заниматься с ней без должного вознаграждения.
Клоден планирует опубликовать свой концерт и на полученные деньги продолжить обучение девушки, однако издатель Плейел, несмотря на высокую оценку этого труда своим компаньоном Дежарденом и самим Ференцем Листом, не собирается это делать. Доведенный до отчаяния Эрик совершает убийство музыкального издателя, по ошибке решив, что тот украл его сочинение, однако подруга Плейела обливает музыканта смесью для проявки фотографии. В результате этого лицо Эрика становится обезображено шрамами от химического ожога. Клоден прячется в подвалах оперы, и оттуда старается помочь Кристине. Сперва он подсыпает снотворное в вино примадонне Бьенкаролли, в результате чего администрация вынуждена просить молодую певицу исполнить главную партию в опере, что оборачивается для девушки триумфом. Взбешённая дива требует, чтобы Кристине не разрешали испольнять сольные партии в течение двух лет, на что администрация оперы вынуждена согласиться. Однако Клоден решает вопрос проще — он убивает Бьенкаролли и её служанку.
Однако из соображений безопасности Рауль Добер решает, что в новой постановке главную роль должна достаться другой певице — мадам Лоренци. Наступает день премьеры оперы «Князь Кавказский» (которая в фильме исполняется на русском языке). В главных ролях утверждены Гаррон и Лоренци. Пользуясь тем, что на сцене много статистов в масках, за кулисы пробирается и крайне разозлённый таким оборотом дела Клоден. Он забирается под потолок зрительного зала и подпиливает цепь, на которой висит гигантская люстра. В итоге светильник падает прямо в партер. В возникшей суматохе Клоден хватает Кристину, пришедшую посмотреть представление, и тащит её в подземелья. В поисках девушки туда же бегут Добер и Гаррон. Они находят сумасшедшего музыканта и его пленницу в подвале с дышащими на ладан стенами. Случайно один из преследователей стреляет, что вызывает обрушение кладки. Под каменными блоками Клоден погибает. Кристину же ожидает бурный успех в последующих постановках. Добер и Гаррон, ради того, чтобы находиться в обществе Дюбуа, вынуждены смириться с присутствием друг друга…

## В ролях
- Нельсон Эдди — Анатоль Гаррон
- Сузанна Фостер — Кристина Дюбуа
- Клод Рейнс — Эрик Клоден
- Эдгар Барье — Рауль Добер
- Лео Каррильо — Ферретти
- Джейн Фаррар — Бьянкаролли
- Дж. Эдвард Бромберг — Амьо
- Фриц Фельд — Лекур
- Фрэнк Пулья — Вилльнёв
- Стивен Герей — Вершере
- Хьюм Кронин — Жерар
- Фриц Лейбер-старший — Ференц Лист
- Майлз Мэндер — Морис Плейель
- Барбара Эверест — тётушка
- Муни Серов — репортёр
- Беатрис Робертс — медсестра (в титрах не указана)

## Награды
Премия «Оскар» 1944 год
- победа в категориях: 
  - лучшая работа оператора (цветные фильмы)
  - лучшая работа художника (цветные фильмы) — Александр Голицын
- номинация
  - лучший звук
  - лучший саундтрек для музыкальных картин